# Deutsche Kurzbahnmeisterschaften 2001
Die Deutschen Kurzbahnmeisterschaften 2001 im Schwimmen fanden vom 30. November bis 2. Dezember 2001 in der Rostocker Neptun-Schwimmhalle statt. Der Veranstalter war der Deutsche Schwimm-Verband. Der Wettkampf diente gleichzeitig als Qualifikationswettkampf für die Kurzbahneuropameisterschaften 2001 in Antwerpen. Es wurden bei Männern und Frauen Wettkämpfe in je 20 Disziplinen ausgetragen, darunter zwei Staffelwettkämpfe.
Während der Meisterschaften wurde ein neuer Weltrekord, zwei Europarekorde sowie sechs neue deutsche Rekorde aufgestellt.
| Disziplin           | Männer                                                | Männer                                                | Männer   | Frauen                                              | Frauen                                              | Frauen   |
| Disziplin           | Name                                                  | Verein                                                | Zeit     | Name                                                | Verein                                              | Zeit     |
| 050 m Freistil      | Torsten Spanneberg                                    | SG Neukölln Berlin                                    | 00:21,98 | Petra Dallmann                                      | SV Nikar Heidelberg                                 | 00:25,39 |
| 100 m Freistil      | Torsten Spanneberg                                    | SG Neukölln Berlin                                    | 00:47,92 | Petra Dallmann                                      | SV Nikar Heidelberg                                 | 00:54,37 |
| 200 m Freistil      | Lars Conrad                                           | W98 Hannover                                          | 01:45,96 | Franziska van Almsick                               | SC Berlin                                           | 01:57,45 |
| 400 m Freistil      | Jörg Hoffmann                                         | OSC Potsdam                                           | 03:44,14 | Sara Harstick                                       | EVI Hildesheim                                      | 04:08,25 |
| 800 m Freistil      | Jörg Hoffmann                                         | OSC Potsdam                                           | 07:49,05 | Hannah Stockbauer                                   | SSG 81 Erlangen                                     | 08:32,52 |
| 1500 m Freistil0    | Jörg Hoffmann                                         | OSC Potsdam                                           | 14:46,00 | Jana Henke                                          | OSC Potsdam                                         | 16:33,94 |
| 050 m Brust         | Mark Warnecke                                         | SV Schwäbisch Gmünd                                   | 00:27,25 | Janne Schäfer                                       | TV Jahn Wolfsburg                                   | 00:31,17 |
| 100 m Brust         | Mark Warnecke                                         | SV Schwäbisch Gmünd                                   | 01:00,09 | Carolin Böhm                                        | TSV Rethen / Leine                                  | 01:08,13 |
| 200 m Brust         | Michael Fischer                                       | SV Cannstatt                                          | 02:11,26 | Vipa Bernhardt                                      | SG Frankfurt                                        | 02:27,30 |
| 050 m Schmetterling | Thomas Rupprath                                       | SG Bayer                                              | 00:23,38 | Janine Pietsch                                      | SC Riesa                                            | 00:27,69 |
| 100 m Schmetterling | Thomas Rupprath                                       | SG Bayer                                              | 00:50,88 | Annika Mehlhorn                                     | SG ACT / Baunatal                                   | 00:59,05 |
| 200 m Schmetterling | Thomas Rupprath                                       | SG Bayer                                              | 01:51,21 | Annika Mehlhorn                                     | SG ACT / Baunatal                                   | 02:09,50 |
| 050 m Rücken        | Thomas Rupprath                                       | SG Bayer                                              | 00:23,84 | Janine Pietsch                                      | SC Riesa                                            | 00:27,88 |
| 100 m Rücken        | Thomas Rupprath                                       | SG Bayer                                              | 00:50,80 | Janine Pietsch                                      | SC Riesa                                            | 00:59,81 |
| 200 m Rücken        | Stev Theloke                                          | SC Chemnitz 1892                                      | 01:53,92 | Nicole Hetzer                                       | SC Magdeburg                                        | 02:07,05 |
| 100 m Lagen         | Jens Kruppa                                           | SC Riesa                                              | 00:54,88 | Annika Mehlhorn                                     | SG ACT / Baunatal                                   | 01:01,67 |
| 200 m Lagen         | Jens Kruppa                                           | SC Riesa                                              | 01:58,72 | Nicole Hetzer                                       | SC Magdeburg                                        | 02:11,69 |
| 400 m Lagen         | Jochen Hanz                                           | SG Neukölln Berlin                                    | 04:14,00 | Nicole Hetzer                                       | SC Magdeburg                                        | 04:34,87 |
| 4 × 50 m Freistil   | TSV Zehlendorf 88 El-Masri, Hass, Diercks, Lodziewski | TSV Zehlendorf 88 El-Masri, Hass, Diercks, Lodziewski | 01:31.91 | SGS Hamburg Brandt, Langmaack, Rignall, Völker      | SGS Hamburg Brandt, Langmaack, Rignall, Völker      | 01:41.31 |
| 4 × 50 m Lagen      | SGS Hamburg Thiele, Nowakowski, Nitsche, Dehmlow      | SGS Hamburg Thiele, Nowakowski, Nitsche, Dehmlow      | 01:38.09 | SG Schwimmen Münster Rolle, Ruhnau, Buschung, Witte | SG Schwimmen Münster Rolle, Ruhnau, Buschung, Witte | 01:55.48 |

1. 1 2 3 4 5 6  neuer DSV-Rekord
2. ↑  Deutscher Altersklassenrekord für 15-Jährige
3. ↑  neuer Weltrekord
4. ↑  neuer Europarekord
5. ↑  Deutscher Altersklassenrekord für 18-Jährige

## Randnotizen
Thomas Rupprath stellte im Vorlauf über 50 m Rücken einen neuen Europarekord in 0:23,75 auf.